# Coelioxys erythrura
Coelioxys erythrura là một loài Hymenoptera trong họ Megachilidae. Loài này được Spinola mô tả khoa học năm 1838.